# Philorus thorus
Philorus thorus är en tvåvingeart som beskrevs av Kaul 1971. Philorus thorus ingår i släktet Philorus och familjen Blephariceridae. Inga underarter finns listade i Catalogue of Life.